# 12742 Delisle
12742 Delisle (1992 OF1) là một tiểu hành tinh vành đai chính được phát hiện ngày 26 tháng 7 năm 1992 bởi E. W. Elst ở Caussols.